# Argyrozona
Argyrozona is een monotypisch geslacht van straalvinnige vissen uit de familie van de zeebrasems (Sparidae), orde baarsachtigen (Perciformes).

## Soort
- Argyrozona argyrozona (Valenciennes, 1830) – Kapenaar